# Nesreća na hidroelektrani Sajano-Šušenskaja 2009.
Hidroelektrana Sajano Šušenskaja doživjela je veliku nesreću 17. kolovoza 2009., kada je strojarnica poplavljena, a nekoliko transformatora je eksplodiralo. Dva tjedna poslije je potvrđeno da je poginulo 75 radnika. 
Hidroelektrana je prestala sasvim s radom i isporukom električne energije. Okolni proizvođači aluminija su prestali s radom, neisporučivši oko 500 000 tona aluminija na tržište. Nesreća je uzrokovala izljevanje oko 40 tona transformatorskog ulja, čime se uljna mrlja proširila do 80 km nizvodno.
Procijenjeno je da će popravak trajati do 2014. i da će koštati oko 1,2 milijarde američkih dolara. Popravak je završen 11. studenog 2014. godine. 

## Pozadina
Hidroelektrana Sajano-Šušenskaja je smještena na rijeci Jenisej, blizu mjesta Sajanogorsk u Republici Hakasiji, dijelu Ruske Federacije, u južnom dijelu središnjeg Sibira. Prije nesreće, to je bila najveća hidroelektrana u Rusiji i šesta u svijetu po snazi proizvedene električne energije.

### Vodna turbina broj 2.
Vodna turbina broj 2. je imala problema i prije nesreće 2009. Nakon što je ugrađena 1979., prvi problemi su se pojavili već od 1980. do 1983.,  s brtvljenjem, vibracijama osovine turbine i nosećim kliznim ležajem. 2000. izvršen je kompletan popravak. Pronađene su šupljine na lopaticama duboke do 12 mm i pukotine duge do 130 mm (kavitacija). Popravljen je i klizni ležaj, koji nosi rotor turbine. Ponovni popravak izvršen je 2005. 
Od siječnja do ožujka 2009., izveden je popravak i nadogradnja – to je prva vodna turbina na kojoj je ugrađen elektro – hidraulički regulator brzine vrtnje. Za vrijeme popravka, lopatice su zavarivane, jer su se ponovo pojavile pukotine i šupljine od kavitacije. Nakon popravka, rotor nije balansiran, što je normalan postupak za svaki dio koji se okreće (i gume na automobilu treba balansirati nakon zamjene!).
Nakon popravka, vodna turbina broj 2. je imala povećane vibracije (0,15 mm na glavnom ležaju), iako manje od propisanih. Vibracije su prešle dozvoljene vrijednosti u srpnju 2009., a dan prije nesreće su znatno narasle. Bilo je nekoliko pokušaja da se turbina zaustavi. Povećane vibracije su čak izmjerene na seizmičkom uređaju, koji normalno služi za otkrivanje potresa. 
Ujutro, 17. kolovoza 2009., 50 radnika je bilo oko vodne turbine broj 2. Kako je njihov direktor bio na proslavi svoje 17-te godišnjice braka, nitko od radnika nije imao ovlasti, a ni hrabrosti, da poduzme daljnji korak u smanjenju vibracija turbine, koja je radila skoro pod punim opterećenjem. Vibracije na ležaju su bile 0,84 mm, što je bilo 4 puta više od ostalih vodnih turbina. Sama vodna turbina broj 2. trebala je raditi 30 godina, prema preporuci proizvođača, a toga dana je imala 29 godina i 10 mjeseci.
Vodne turbine toga tipa rade samo u određenom području, da bi postigle visok stupanj iskoristljivosti. Ako rade izvan preporučenog područja, dolazi do turbulencija u protoku vode i vodenih udara. 17. kolovoza 2009., vodna turbina broj 2. je radila na visini od 212 m, a za to je preporučeno područje od 570 do 640 MW. Kako je turbina radila automatski s regulatorom brzine, brzina vrtnje se mijenjala i često je bila izvan preporučenog područja. 

## Nesreća
Nesreća se dogodila 17. kolovoza 2009., u 8 sati i 13 minuta, po lokalnom vremenu. Čuo se snažan prasak na vodnoj turbini broj 2. Rotor vodne turbine (težak 920 tona) i metalna zaštita turbine su iskočili iz svog ležaja. Nakon toga, voda pod tlakom je prodrla u strojarnicu i poplavila je. Uključen je alarm i prestala je proizvodnja električne energije. Čelična vrata na ulazu vode, teška 150 tona svaka, zatvorena su ručno u 9 sati i 30 minuta. Rezervni električni generator za nuždu je počeo raditi. Počelo se i povećanim preljevom vode preko brane, jer više nije išla do strojarnice. Otkriveno je da je 75 ljudi poginulo.

## Uzrok
3. listopada 2009. objavljen je službeni izvještaj o nesreći na hidroelektrani Sajano-Šušenskaja, iz čega se može zaključiti da je prvenstveni uzrok nesreće pojava vibracija na vodnoj turbine broj 2. Vibracije na vodnoj turbini su dovele do zamora materijala (engl. fatigue), što je uzrokovalo pucanje postolja vodne turbine i metalne zaštite turbine. U trenutku nesreće, 6 vijaka na metalnoj zaštiti turbine je nestalo (pucanje vijaka), a na ostalih 41 vijak (od ukupno 49), pronađeni su tragovi zamora materijala. Na 8 vijaka je pronađeno da je ostećenje od zamora materijala, prešlo 90 % poprečnog presjeka.
Nakon što su vijci, koji drže postolje vodne turbine, popucali, tlak vode (oko 20 bara) je izbacio rotor i metalnu zaštitu, što je uzrokovalo uništenje cijele strojarnice i eksploziju nekoliko transformatora. Voda pod tlakom je poplavila strojarnicu, nastavivši uništavanje opreme i usmrtivši 75 ljudi.

## Šteta
Trenutno rade samo 3 električna generatora, s izlaznom snagom od 1 920 MW. Nakon ugradnje 7 novih vodnih turbina, ukupna instalirana snaga će biti 6 400 MW i godišnja proizvodnja od 23,5 TWh, a to se očekuje 2014. Procijenjeno je da će popravak koštati oko 1,2 milijarde američkih dolara. Okolni proizvođači aluminija su prestali s radom, neisporučivši oko 500 000 tona aluminija na tržište. Nesreća je uzrokovala izljevanje oko 40 tona transformatorskog ulja, čime se uljna mrlja proširila do 80 km nizvodno. Nastradalo je i oko 400 tona pastrmki u ribogojilištu.